# Aigeiros
Aigeiros (en griego: Αίγειρος; en turco: Kavaklı) es un pueblo y un antiguo municipio de la unidad regional de Ródope, Macedonia Oriental y Tracia, Grecia. Desde la reforma del gobierno local en el año 2011, es parte del municipio de Komotini, de la que es una unidad municipal. La población en el año 2001 asciende a 4418 habitantes. 